# Marsaneix
Marsaneix foi uma comuna francesa na região administrativa da Nova Aquitânia, no departamento Dordonha. Estendia-se por uma área de 24,2 km². Em 2010 a comuna tinha 1 028 habitantes (densidade: 42,5 hab./km²).
Em 1 de janeiro de 2017, passou a formar parte da nova comuna de Sanilhac.